# Taeanhaean-Nationalpark
Der Taeanhaean-Küstennationalpark (태안해안국립공원) wurde 1978 als 13. Nationalpark Südkoreas eingerichtet. Er liegt in der Provinz Chungcheongnam-do an der Küste des Westmeeres, wie das Gelbe Meer in Korea auch genannt wird.

## Lage und Geographie
Der Nationalpark liegt etwa 25 km westlich der Stadt Seosan. Er befindet sich an der Westküste der Taen-Halbinsel und der Insel Anmyeondo. Zu dem Park gehören 72 größtenteils unbewohnte Inseln. Dazu kommen noch einige Felsen die zum Teil eine mystische Bedeutung haben.

## Flora und Fauna
Das Küstenökosystem des Nationalparks bietet durch seine intakte Küstenlandschaft mit den Sandstränden, Kiefernwäldern und Sümpfen 774 Pflanzenarten eine Heimat. Zu den 671 Arten von Meeresbewohnern kommen noch 1195 Tierarten an Land. Unter den 17 gefährdeten Arten, die hier eine Zuflucht gefunden haben, befinden sich der scheue Schneereiher und die koreanische Tigereidechse. Auch die Vogelarten Mandarinente, Turmfalke und Fischadler sind hier heimisch.

## Strände und Wanderwege
Wie viele andere südkoreanische Nationalparks dient der Taean Nationalpark nicht nur dem Schutz der Flora und Fauna, sondern auch der Erholung der Menschen, darum gibt es in diesem Nationalpark 26 Strände, die frei zugänglich sind, sowie einen 120 km langen Wanderweg, mit dem man die gesamte Küste von Hangpo im Norden bis nach Yeongmokhang im Süden erwandern kann. Die Strände Mallipo und Cheollipo sind besonders im Sommer bei den Ausflüglern aus dem Großraum Seoul sehr beliebt.

## Veranstaltungen
Der Schlamm an der Küste des Nationalparks ist reich an Mineralien und wird deshalb auch verkauft. Beim Schlammfestival Boryeong (보령머드축제) können die Besucher alle möglichen Produkte rund um den Schlamm ausprobieren.